# Suma rozłączna
Suma rozłączna – zmodyfikowana operacja sumy, w której zachowana została informacja o tym, z którego zbioru pochodzi każdy element.

## Definicja formalna
Niech {\displaystyle \{A_{i}\}_{i\in I}} będzie rodziną zbiorów indeksowaną elementami zbioru {\displaystyle I.} Sumą rozłączną rodziny {\displaystyle \{A_{i}\}_{i}} nazywany jest zbiór
{\displaystyle \bigsqcup _{i\in I}~A_{i}=\bigcup _{i\in I}~\left\{(x,i)\colon x\in A_{i}\right\}.}
Suma rozłączna wraz z włożeniami
{\displaystyle a_{k}\colon A_{k}\to \bigsqcup _{i\in I}A_{i},\;k\in I}
określonymi wzorami
{\displaystyle a_{k}(x)=(x,k),\;k\in I}
jest koproduktem w kategorii wszystkich zbiorów.

## Topologia
Jeżeli {\displaystyle \{A_{i}\}_{i\in I}} jest rodziną przestrzeni topologicznych, to w ich sumie rozłącznej można zadać topologię spełniającą następujące warunki:
- dla każdego {\displaystyle i,} zbiór {\displaystyle a_{i}[X_{i}],} traktowany jako podprzestrzeń sumy rozłącznej jest homeomorficzny z {\displaystyle X_{i}}
- dla każdego {\displaystyle i,} zbiór {\displaystyle a_{i}[X_{i}]} jest otwarty.

Topologia ta nazywana jest topologią sumy rozłącznej rodziny przestrzeni topologicznych.